# Sierra Primavera (Jalisco)
La sierra de La Primavera está situada en la parte central del estado de Jalisco justo entre la ciudad de Guadalajara (municipio de Zapopan   y el municipio de Tala orillas de la ciudad de Zapopan en el estado de Jalisco, México. 
Existe actividad volcánica mínima, sólo se presentan pequeñas fumarolas y expulsiones de agua termal. La última actividad eruptiva en esta zona fue desde 140 000 años hasta 27 000 años atrás. Su actividad ocurre muy adentro de paredes profundas, sus cámaras magmáticas tienen actividad pero en lo muy profundo del subsuelo. Por eso, su suelo es muy fértil y permite el desarrollo de la agricultura a sus alrededores.